# Maughaniella luckhoffii
Maughaniella luckhoffii là một loài thực vật có hoa trong họ Phiên hạnh. Loài này được (L. Bolus) L. Bolus mô tả khoa học đầu tiên năm 1961.